# Lumbrineris monroi
Lumbrineris monroi är en ringmaskart som beskrevs av Fauchald 1970. Lumbrineris monroi ingår i släktet Lumbrineris och familjen Lumbrineridae. Inga underarter finns listade i Catalogue of Life.